# Irene Naef (Schauspielerin)
Irene Naef (* 6. Dezember 1922 in Berlin; † 27. Februar 1999 in München) war eine deutsche Schauspielerin.

## Leben
Nach einer Ballettausbildung bei Tatjana Gsovsky in Berlin zog Irene Naef 1939 in die Schweiz. Dort erhielt sie eine Schauspielausbildung am Zürcher Schauspielstudio. 1942 wurde sie von Regisseur Leopold Lindtberg für den Schweizer Film entdeckt und am Schauspielhaus Zürich bis 1948 engagiert. Mit ihrem ersten Ehemann, Wilfried Seyferth, ging sie nach München an die Kammerspiele. Anschließend war Irene Naef Ensemblemitglied am Frankfurter Schauspielhaus unter Harry Buckwitz. Mit ihrem zweiten Ehemann, dem Journalisten Jochen Leschke, ging sie Anfang der 1960er Jahre nach München und arbeitete als Gast an deutschen Theatern. Sie hat eine Tochter aus zweiter Ehe, Eugenia Naef, die als Regisseurin arbeitet.
Ihre Grabstätte befindet sich auf dem Münchner Ostfriedhof.

## Filmografie
- 1942: Der Schuss von der Kanzel
- 1947: § 51 – Seelenarzt Dr. Laduner (Matto regiert)
- 1952: Ferien vom Ich
- 1954: Ein Haus voll Liebe
- 1957: Egon, der Frauenheld
- 1971: Lass knacken Ive
- 1989–1990: Freunde zahlen nie
- 1994: Verliebt, verlobt, verheiratet
- 1998: Zwei Brüder-Verschleppt